# أويتور فيغا
بلدية حوز وتر أو أويتور فيغا (بالإسبانية: Huétor Vega) هي بلدية تقع في مقاطعة غرناطة التابعة لمنطقة أندلوسيا جنوب إسبانيا.

## الديموغرافيا
بلغ عدد سكان بلدية حوز وتر 11.770 نسمة عام 2011 (وفقاً للمعهد الوطني الإسباني للإحصاء).
| 8.171 | 8.313 | 8.655 | 9.154 | 9.467 | 9.953 | 11.770 |

## أعلام
- ألفارو مولينا